# Leistungsentgelt
Als Leistungsentgelt (früher: Leistungslohn) bezeichnet man im Arbeitsrecht und in der Arbeitswissenschaft eine Form des Arbeitsentgelts, bei der die erbrachte Arbeitsleistung die Grundlage für die Entgeltabrechnung ist.

## Allgemeines
Im Rahmen der Entgeltdifferenzierung kann auch eine leistungsorientierte Vergütung erfolgen, die sich an der Arbeitsleistung der Mitarbeiter orientiert. Leistungsentgelte entfalten innerhalb der Personalkosten eine höhere Produktivität als Entgeltformen wie der Zeitlohn, bei dem die bloße Anwesenheit oder Arbeitsbereitschaft (Arbeitszeit ohne Rücksicht auf Arbeitsergebnisse) für die Gegenleistung des Arbeitgebers ausreichen. Ein Zeitlohn ist auch dann zu entrichten, wenn es während des Arbeitsprozesses zu Liege-, Ruhe- oder Wartezeiten kommt. Leistungsentgelte werden meist als Zulage zum Grundentgelt gezahlt. Das Leistungsentgelt ist damit ganz oder teilweise an die erbrachte Arbeitsleistung gekoppelt, so dass es sich mit dieser proportional verändert. Wird somit die Arbeitsintensität gesteigert, erhöht sich das Leistungsentgelt und umgekehrt.

## Betriebswirtschaftliche Aspekte
Leistungsentgelte betreffen sowohl das Arbeitsvolumen als auch die Arbeitsqualität, insgesamt also das Arbeitsergebnis. Während das von einer Arbeitskraft erstellte Arbeitsvolumen quantitativ messbar ist (Stückzahlen der hergestellten Produkte), sind Dienstleistungen insbesondere bei öffentlichen und personenbezogenen Dienstleistungen (Daseinsvorsorge) wegen ihrer Situations- und Einzelfallbezogenheit oft unterschiedlich. Die Produktqualität ist deshalb ebenfalls genauer messbar als die Dienstleistungsqualität.
Ausgangspunkt der Leistungsentgelte ist die – oft schwer zu ermittelnde – Normalleistung einer Arbeitskraft. Sämtliche – nicht nur temporär – über der Normalleistung liegenden Arbeitsleistungen (Overperformer, Overachiever) können durch Leistungsentgelte honoriert werden, Normalleistungen und Minderleister (Underperformer, Underachiever) dagegen nicht. Welche Arbeitsleistung von Mitarbeitern erbracht worden ist, ergibt sich aus der Leistungsbeurteilung, Mitarbeiterbewertung oder dienstlichen Beurteilung.

## Arten
Der Akkordlohn ist ein typisches Leistungsentgelt, das unabhängig von der dafür benötigten Arbeitszeit für das erzielte Arbeitsvolumen oder Arbeitsergebnis vergütet wird. Deshalb liegt das Risiko der Minderleistung beim Arbeitnehmer. Ein Prämienlohn wird gezahlt, wenn Vorgabezeiten unterschritten werden, die zulässige Ausschussquote unterschritten wird, die eingesetzten Betriebsmittel optimal ausgenutzt werden und sich dadurch die Wartezeiten verkürzen oder es gelingt, Energie oder Fertigungsmaterialien zu sparen.
Bonuszahlungen, Erfolgsprämien, Incentives, Leistungsprämien, Leistungszulagen oder Sachbezug sind Vergütungen an Mitarbeiter, die bei (Über-)Erfüllung von Zielvorgaben oder langdauernder Mehrleistung gezahlt werden. Beim Akkordlohn ist der Leistungsentgeltbestandteil proportional zu der Leistungsmenge, bei der Prämie bemisst sich die Höhe nicht proportional zu der Leistungsmenge, sondern orientiert sich beispielsweise an stufenweisen Leistungssteigerungen (Mengenprämie). Möglich sind auch Ersparnis-, Qualitäts- oder Terminprämien. Der Bonus ist im Regelfall ein einmaliger, meist leistungs- oder bilanzabhängiger Zuschlag.
Der Zeitlohn ist dagegen kein unmittelbares Leistungsentgelt, weil mittelfristig von der Arbeitskraft lediglich Normalleistung erwartet wird. Deshalb liegt das Risiko einer Minderleistung beim Arbeitgeber. Zeitlöhne können das Grundentgelt sein, zu dem leistungsbezogene Vergütungen hinzukommen. Bemessungsgrundlage für das Grundentgelt ist die Stellenbeschreibung.

## Privatwirtschaft
Die Privatwirtschaft hat als erste mit der Einführung von Leistungsentgelten begonnen, um die Arbeitsproduktivität zu erhöhen und den Arbeitseinsatz zu verbessern. Als Maßnahmen stehen der Personalpolitik Bonuszahlungen, Erfolgsprämien, Incentives, Leistungsprämien, Leistungszulagen oder Mitarbeiterbeteiligungen zur Verfügung. Leistungsentgelte werden zusätzlich zum fixen Grundentgelt gezahlt. Werden – nicht nur temporär – vom Arbeitnehmer überdurchschnittliche Leistungen erbracht, wird der Arbeitgeber diese durch eine leistungsorientierte Belohnung honorieren.
Umstritten ist, ob Leistungsentgelte langfristig die Arbeitsmotivation verbessern. Dies wird nur dann der Fall sein, wenn der extrinsische Anreiz durch ein höheres Arbeitseinkommen als Bestätigung der eigenen Arbeitsleistung empfunden wird.

## Öffentlicher Dienst
Die Tarifparteien im öffentlichen Dienst hatten sich erst 2007 darauf geeinigt, bei Bund und Gemeinden Leistungsentgelte zu zahlen. Während bei letzteren die Leistungsentgelte durch Betriebsvereinbarungen konkretisiert werden, ist im Bundesbereich ein spezifischer Tarifvertrag „LeistungsTV-Bund“ (seit Januar 2007) und bei den Ländern der „TV-L“ (seit November 2006) in Kraft getreten. Erste leistungsbezogene Entgelte gab es jedoch bereits seit 1996, als den Kommunen die Einführung von Leistungszulagen und Leistungsprämien ermöglicht wurde. Die Finanzierung erfolgte durch Kürzungen der Jahressonderzahlungen (Urlaubsgeld, Weihnachtsgeld).
Leistungsentgelte sind in § 18 TVöD „zusätzlich zum Tabellenentgelt“ vorgesehen, wobei maximal 8 % der gesamten Entgeltsumme des Vorjahres „als Leistungsprämie, Erfolgsprämie oder Leistungszulage“ gezahlt werden können. Als Methoden der Leistungsfeststellung gelten gemäß § 18 Abs. 5 TVöD-VKA die Zielvereinbarung und die systematische Leistungsbewertung. Das Leistungsentgelt soll dazu beitragen, die öffentlichen Dienstleistungen der Daseinsvorsorge und der öffentlichen Verwaltung zu verbessern. Gleichzeitig sollen Arbeitsmotivation, Eigenverantwortung und Führungskompetenz gestärkt werden (§ 18 Abs. 1 TVöD-VKA). Auch die Verbesserung der Effektivität und Effizienz, der Wirtschaftlichkeit, die Erhöhung der Dienstleistungsqualität und die Kunden- und Bürgerorientierung sind Ziele (§ 18 Abs. 6 TVöD-VKA).

## Leistungsentgelt bei Teilzeit
In Deutschland ist Teilzeitbeschäftigten nach § 4 Abs. 1 Satz 2 TzBfG Arbeitsentgelt oder eine andere teilbare geldwerte Leistung mindestens in dem Umfang zu gewähren, der dem Anteil seiner vereinbarten Arbeitszeit an der Arbeitszeit eines vergleichbaren vollzeitbeschäftigten Arbeitnehmers entspricht.
Es ist umstritten, ob hiervon „aus sachlichen Gründen“ – wie dies etwa beim Diskriminierungsverbot nach § 4 Abs. 1 Satz 1 TzBfG vorgesehen ist – abgewichen werden kann.
Teilzeitbeschäftigte im öffentlichen Dienst erhalten nach § 24 Abs. 2 TVöD, soweit tarifvertraglich nicht ausdrücklich etwas anderes geregelt ist, das Tabellenentgelt nach § 15 TVöD und alle sonstigen Entgeltbestandteile in dem Umfang, der dem Anteil ihrer individuell vereinbarten durchschnittlichen Arbeitszeit an der regelmäßigen Arbeitszeit vergleichbarer Vollzeitbeschäftigter entspricht. Nach § 18 Abs. 4 Satz 7 TVöD VKA kann für Teilzeitbeschäftigte von § 24 Abs. 2 abgewichen werden, wobei allerdings die Vorgaben des TzBfG zu berücksichtigen sind.
Europarechtlich verbietet Teilzeitrichtlinie 97/81/EG vom 15. Dezember 1997 eine Diskriminierung von Teilzeitbeschäftigten.

## Arbeitslosenversicherung
Daneben ist Leistungsentgelt auch ein Rechtsbegriff aus dem Recht der Arbeitslosenversicherung. Nach § 153 SGB III ist das Leistungsentgelt das um pauschalierte Abzüge verminderte Bemessungsentgelt, also das pauschalierte Nettoentgelt. Das Arbeitslosengeld (die Leistung der Arbeitslosenversicherung) beträgt einen bestimmten Prozentsatz (Leistungssatz) des Leistungsentgelts, und zwar 60 % des Leistungsentgelts als allgemeiner Leistungssatz und 67 % als erhöhter Leistungssatz (§ 149 SGB III).